# Starý Most
Starý Most je jednou z osmi částí statutárního města Most. Tvoří ji katastrální území Most I, Konobrže, Kopisty, Pařidla a Střimice. Před rokem 1982 se zde ještě nacházely zbytky starého města, ale kvůli demolici, která započala v roce 1967 z důvodu povrchové těžby hnědého uhlí, bylo téměř celé město zničeno a postaveno nové. Poté se v místě původního Starého Mostu nacházel z větší části bývalý lom Most (koncernového podniku Doly Ležáky Most) a od roku 2012 Mostecké jezero.
Na území Střimic je umístěno Letiště Most.
Povrchový důl na území Starého Mostu je od poloviny roku 2008 napouštěn vodou z vodovodního potrubí vedeného od vodní nádrže Nechranice a vzniká tak Jezero Most, které bude sloužit převážně k rekreačním účelům.
Podél hranice místní části Starý Most s částí Most protéká řeka Bílina, jejíž koryto v historii vedlo právě skrz Starý Most, z důvodu těžby však bylo nutné svést její koryto podél nově vzniklého Mosteckého koridoru.

## Historické památky

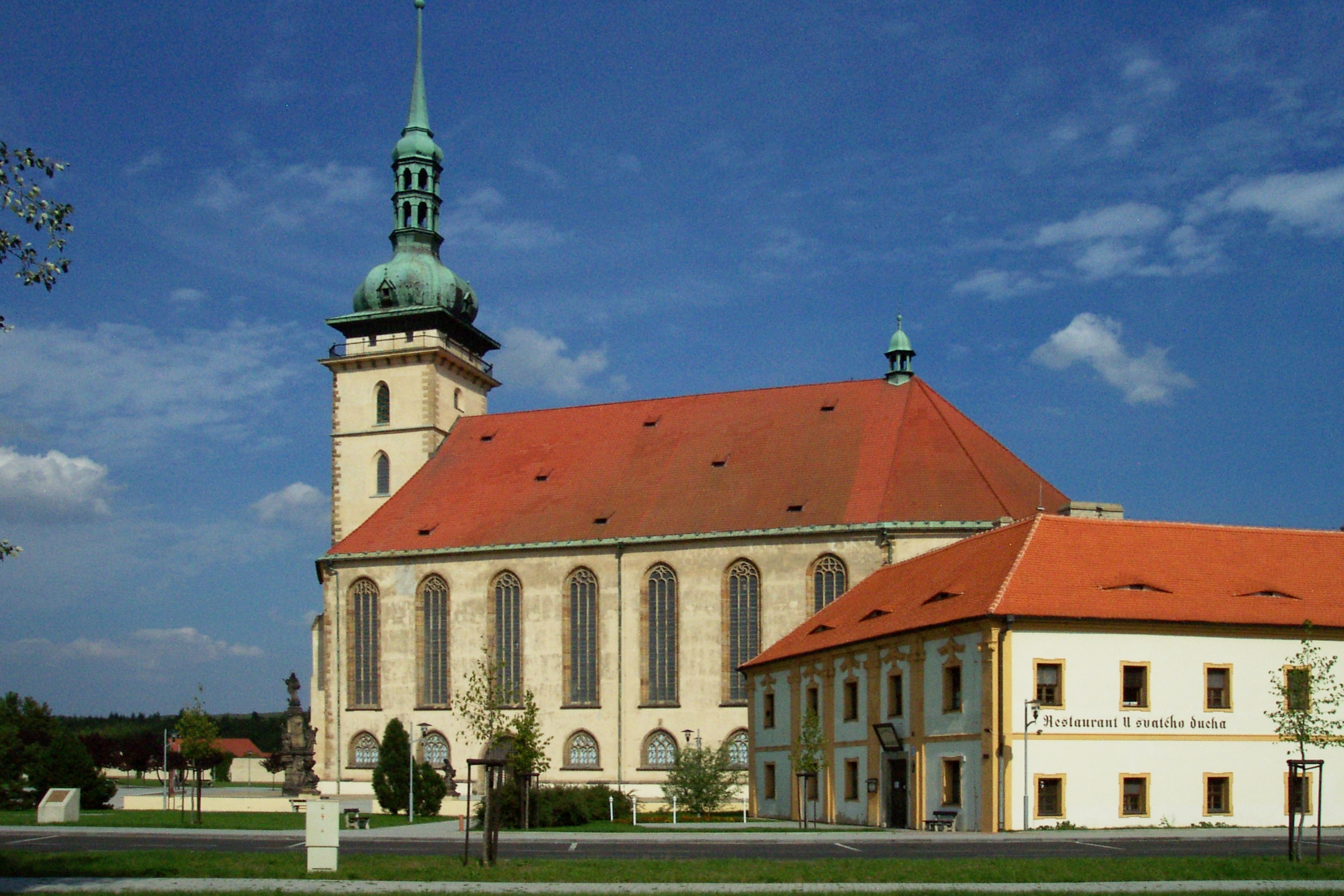
Kostel Nanebevzetí Panny Marie

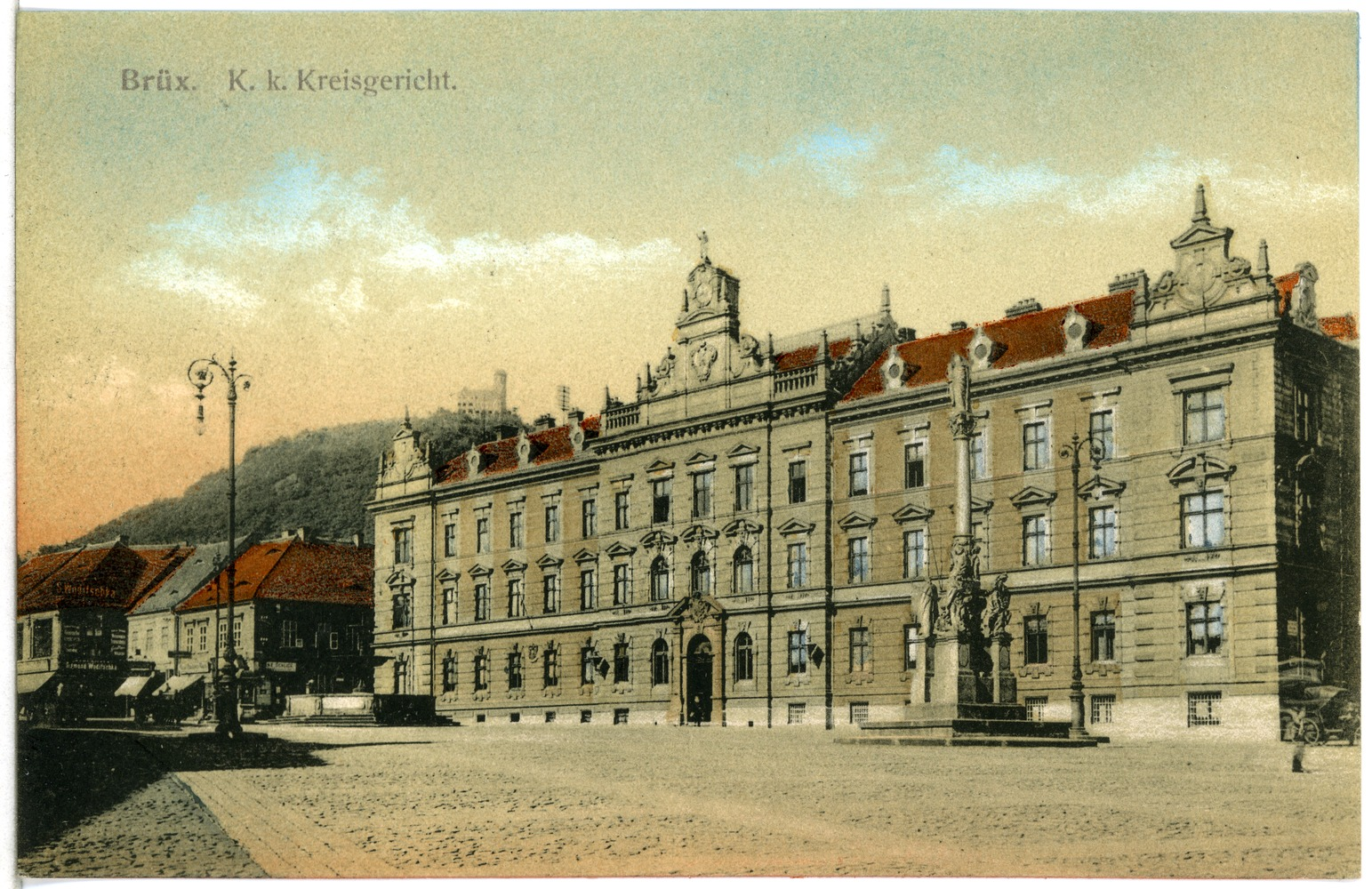
Dřívější krajský soud

Mezi nejvýznamnější a nejcennější patří pozdněgotický kostel Nanebevzetí Panny Marie, který vznikl na místě bývalého gotického kostela zničeného požárem roku 1515. Ve chvíli, kdy docházelo k systematické demolici města, došlo k přesunu celého kostela (kromě věže) o 841,1 metrů, na své místo byl usazen v říjnu roku 1975.
Ostatní významnější památky byly srovnány se zemí. Mezi ně patřil například justiční palác na prvním náměstí, barokní klášter minoritů a kostel sv. Františka Serafínského na tzv. druhém náměstí, či kapucínský klášter s kostelem Nanebevzetí Panny Marie. Na třetím náměstí byl zlikvidován piaristický kostel (původně klášterní kostel magdalenitek). Na předměstí byl zdemolován románský barokně přestavěný kostel sv. Václava, který patřil pražským křižovníkům. Z dalších kostelů byl zničen pozdněgotický kostel sv. Anny.
Ostatní památky, které se dochovaly, představují převážně vnitřní vybavení některých klášterů, případně různá sousoší a morové sloupy. Jedním z nich je například morový sloup sv. Anny se sochami zemských patronů na paměť morových obětí z roku 1680, který dnes stojí na Prvním náměstí, dále morový sloup sv. Jana Nepomuckého. Mezi další zachovalé památky patří kašna se sochou lva a městským znakem (kašna je renesanční z roku 1587, ostatní z roku 1729), která je také umístěná na Prvním náměstí. U křižovatky ulice J. Skupy a třídy Budovatelů stojí pískovcový sloup Panny Marie z roku 1710 s plastikami sv. Josefa a sv. J. Nepomuckého. U zadní strany magistrátu stojí sousoší čtyř živlů od Jana Brokoffa z roku 1715.
Na území dnešního Starého Mostu v těsné blízkosti kostela Nanebevzetí Panny Marie se také nalézá nejstarší budova ve městě špitální kostel sv. Ducha, jehož historie je podle některých pramenů datována do 20. let 14. století.

## Statistika
| Rok            | 1869  | 1880   | 1890   | 1900   | 1910   | 1921   | 1930   | 1950   | 1961   | 1970  | 1980 | 1991 | 2001 | 2011 | 2021 |
| -------------- | ----- | ------ | ------ | ------ | ------ | ------ | ------ | ------ | ------ | ----- | ---- | ---- | ---- | ---- | ---- |
| Počet obyvatel | 7 351 | 11 662 | 17 576 | 26 961 | 32 659 | 34 587 | 35 872 | 30 544 | 47 199 | 8 035 | 5    | 0    | 3    | 73   | 45   |
| Počet domů     | 715   | 824    | 1 058  | 1 441  | 1 756  | 1 899  | 2 439  | 2 834  | 3 232  | 949   | 4    | 0    | 9    | 12   | 12   |

- na území této místní části byly k 31. květnu 2008 evidovány tři ulice (Kostelní, Hřbitovní a Železničářů) s celkem 22 adresami - tj. čísla popisná, orientační nebo evidenční.
- místní část se skládá ze sedmi základních sídelních jednotek: Starý Most, Střimice, Pařidla, Konobrže, Kopisty, U dolů a Nákladové nádraží